# Paprika (film, 2006)
Pour les articles homonymes, voir Paprika.
Pour plus de détails, voir Fiche technique et Distribution.
Paprika (パプリカ, Papurika) est un film d'animation japonaise de suspense psychologique de science-fantasy surréaliste japonaise réalisé et co-écrit par Satoshi Kon, sorti en 2006. Il s'agit d'une adaptation cinématographique du roman homonyme de Yasutaka Tsutsui publié en 1993.
Il s'agit du quatrième et dernier long métrage du réalisateur, décédé en 2010,. Ce travail est l'aboutissement du travail de Kon utilisant toutes les techniques de production qu'il a cultivées jusqu'à présent. Le scénario a été co-écrit par Kon et Seishi Minakami, qui a également écrit pour la série télévisée Paranoia Agent de Kon, le design des personnages et le directeur de l'animation étaient Masashi Ando (connu pour Princesse Mononoke, Le Voyage De Chihiro, Your Name), la musique a été composée par Susumu Hirasawa, qui est indispensable aux œuvres de Kon, et le directeur artistique était Nobutaka Ike, qui a travaillé sur toutes les œuvres de Kon. Le studio d'animation japonais Madhouse était responsable de la production du film.
Le film relate l'invention de machines permettant d'entrer dans le monde des rêves des gens ; initialement destinées à améliorer les traitements psychothérapiques, les machines sont rapidement volées et détournées de leur usage par des manipulateurs cherchant à contrôler les gens en entrant dans leur inconscient.
Il est sorti au Japon le 25 novembre 2006 et en France le 6 décembre 2006.
Il a été présenté en compétition à la Mostra de Venise 2006. Le film a été acclamé par la critique.

## Résumé
Un nouveau traitement psycho-thérapeutique nommé PT est inventé. Grâce à une machine, la DC Mini (un type de casque amplificateur qui rend possible l'entrée et l'analyse des rêves des patients), leur enregistrement sous forme de films, afin de sonder les tréfonds de la pensée et de l'inconscient, permet de mieux comprendre les traumatismes subis par les patients. Pour utiliser la DC Mini, le thérapeute et le patient doivent tous les deux être endormis, en tous cas dans un premier temps. La DC Mini a été inventée conjointement par le Dr Kōsaku Tokita, un inventeur en obésité morbide dont la personnalité est restée très puérile, mais qui s'est révélé un génie scientifique, et par sa collègue, la Dr Atsuko Chiba, une femme réservée et rationnelle très proche de Tokita. Chiba teste d'ores et déjà les DC Mini pour soigner ses patients ; elle navigue dans les rêves de ses patients sous la forme de son alter ego, Paprika, une jeune femme rousse dont le caractère facétieux contraste avec la personnalité de Chiba dans le monde réel. Le processus est toujours dans sa phase de test, et l'emploi de l'invention à des fins thérapeutiques n'a pas encore été officiellement autorisé. Chiba soigne en particulier le commissaire Toshimi Konakawa, qui ne parvient pas à se défaire d'inquiétudes liées à une amitié passée et à ses enquêtes présentes. Cette thérapie a été conseillée à Konakawa par le Dr Toratarō Shima, un homme âgé membre de l'équipe qui est un ami de faculté du commissaire. Chiba/Paprika utilise son site web, le Radio Club, pour entrer en contact avec ses patients.
Alors que les tests sont encore en cours, trois prototypes de la DC Mini sont volés, suscitant l'inquiétude des scientifiques ayant conçu l'invention. Dans de mauvaises mains, une telle invention pourrait avoir des résultats dévastateurs, d'autant que le Dr Tokita n'avait pas encore conçu de système de contrôle d'accès : cela signifie que toute personne employant une DC Mini a la possibilité d'entrer dans les rêves de n'importe qui et de les manipuler. Les incidents commencent lorsque Toratarō Shima est subitement pris, en plein jour, d'une crise de folie qui se termine par un geste suicidaire (il se jette par la fenêtre et manque de se tuer). Le Président, un vieil homme handicapé en chaise roulante, hostile de longue date au projet, interdit tout emploi des DC Mini. Mais Tokita et Chiba décident de continuer à les employer afin de retrouver le ou les voleurs et de les arrêter. La situation s'aggrave rapidement à mesure que d'autres membres de l'équipe scientifique sont pris de folie : le manipulateur a visiblement la possibilité d'influer sur les rêves et l'inconscient de ses victimes même lorsqu'elles sont éveillées.
Les soupçons de Chiba et de Shima se portent d'abord sur l'un des assistants du Dr Tokita, Himuro, qui a disparu : le vol et les agressions pourraient être justifiés par la jalousie professionnelle de Himuro envers Tokita. Chiba, explorant les rêves des victimes sous sa forme de Paprika, rencontre un rêve récurrent qui semble être celui de Himuro : une parade colorée d'animaux musiciens, d'objets du quotidien animés, de poupées et de robots. Ce rêve s'immisce dans les rêves d'autres personnes, notamment de Konakawa et de Tokita. Mais en explorant les profondeurs du rêve, Paprika se rend compte que la conscience de Himuro a été détruite, soit par un résidu de rêve devenu incontrôlable, soit par un autre manipulateur. En confrontant les éléments de ce rêve au passé de Himuro, l'équipe finit par retrouver Himuro dans un parc d'attraction abandonné : le scientifique, victime d'une réaction anaphylactique à sa DC Mini, n'est plus qu'un légume dans le coma, une coquille vide en quelque sorte.
Cependant les incidents dans la réalité se multiplient et s'aggravent. Paprika, en explorant les rêves, finit par démasquer le manipulateur : il n'est autre que le Président lui-même, assisté par l'un des scientifiques du projet, Morio Osanai. Osanai a accepté de vendre son corps au Président afin que ce dernier dispose d'un organisme en pleine santé ; en échange, Osanai s'est associé à lui afin d'asseoir son emprise sur les rêves de toute la population. Le Président se présente comme le « défenseur du monde des rêves », mais a sombré en réalité dans un délire mégalomane. Le Président et Osanai finissent par capturer Paprika. Osanai, visiblement attiré par sa captive, déchire littéralement Paprika en deux pour atteindre, en dessous, le corps de Chiba. Au moment où Osanai se laisse guider par son désir pour sa collègue, le Président intervient et l'incite au contraire à la tuer sans se laisser leurrer par sa beauté : une lutte répugnante s'engage entre les deux personnalités pour le contrôle du corps d'Osanai. Dans le même temps, le commissaire Konakawa réussit à surmonter ses angoisses oniriques grâce au Radio Club, et finit par retrouver Paprika/Chiba au moment où les deux acolytes sont sur le point de la tuer : il la sauve et s'enfuit dans ses propres rêves. Au terme d'une longue poursuite, Konakawa finit par tuer Osanai dans le rêve, ce qui le tue également dans la réalité. Osanai sombre dans la mort, retenu désespérément par la forme onirique du Président.
Tout semble rentrer dans l'ordre, mais l'inquiétude des scientifiques renaît vite lorsqu'ils constatent des intrusions persistantes des rêves dans la réalité : la mort réelle d'Osanai, tué dans ses rêves, en est un exemple inquiétant. Soudain, la parade du rêve de Himuro fait irruption dans la réalité, et une poupée géante issue de ce rêve attaque l'immeuble abritant le projet scientifique. Les rêves et la réalité semblent avoir entièrement fusionné. Les scientifiques luttent pour comprendre ce qui se passe et reprendre le contrôle de la situation. Chiba, stupéfaite, voit son alter ego Paprika courant à ses côtés dans la réalité, dotée d'une personnalité propre. Le Dr Tokita, quant à lui, a pris la forme qu'il avait dans le rêve de Himuro, celle d'un robot géant : il détruit ainsi la poupée qui attaquait l'immeuble, mais semble incapable de se concentrer longtemps sur une activité quelconque. Chiba, Paprika, Konakawa et Shima découvrent avec horreur, au beau milieu de la ville, un gigantesque gouffre paraissant mener au néant ; ce gouffre est semblable à celui dans lequel Osanai a sombré à sa mort et où le Président paraissait avoir sombré avec lui. Le Président surgit soudain du gouffre, doté d'un corps de ténèbres semblable à celui d'Osanai : debout sur ses jambes, il grandit jusqu'à atteindre une taille gigantesque, et se déclare maître de la réalité, des rêves et de la mort. Chiba tente de raisonner Tokita pour l'inciter à lutter ; malgré la laideur du professeur, ses voyages oniriques ont permis à Chiba d'admettre les sentiments qu'elle a pour lui. Mais le robot-Tokita avale Chiba, puis poursuit Paprika et la dévore à son tour. Au moment où tout semble perdu, une petite fille s'extrait du robot-Tokita et va affronter le Président géant ; elle semble dotée du pouvoir d'avaler le rêve, et grandit au fur et à mesure qu'elle l'absorbe, jusqu'à devenir une femme semblable à Chiba. Lorsque le Président s'en prend à elle, elle aspire son bras, puis l'avale tout entier. Soudain les rêves s'évanouissent, ne laissant derrière eux que la ville dévastée : les rêves et la réalité sont à nouveau distincts et tout rentre dans l'ordre. Chiba va épouser Tokita. Le commissaire Konakawa, quant à lui, s'est réconcilié avec ses souvenirs de cinéaste amateur.

## Fiche technique
- Titre original : パプリカ (Papurika)
- Titre français : Paprika
- Réalisation : Satoshi Kon
- Scénario : Satoshi Kon et Seishi Minakami, adapté d'après le roman Paprika de Yasutaka Tsutsui
- Musique : Susumu Hirasawa
- Producteur : Jungo Maruta, Masao Takiyama
- Distribution :
  - Sony Pictures Classics (États-Unis)
  - Imperial CinePix (Pologne)
- Pays d'origine :  Japon
- Langue : japonais
- Genre : Animation, science-fiction, action et thriller
- Durée : 90 minutes
- Dates de sortie :
  - Italie 2 septembre 2006
  - Japon 25 novembre 2006
  - France 6 décembre 2006
  - États-Unis 25 mai 2007
  - Canada 15 juin 2007
  - Allemagne 10 août 2007
  - Royaume-Uni 3 septembre 2007
  - Pologne 4 septembre 2007

## Distribution
- Megumi Hayashibara (VF : Laurence Dourlens (Atsuko) et Kelly Marot (Paprika)) : Paprika/Chiba Atsuko
- Tōru Emori : Inui Sei-jirō
- Katsunosuke Hori (VF : Vincent Violette) : Shima Tora-tarō
- Tōru Furuya (VF : Xavier Fagnon) : Tokita Kōsaku
- Kôichi Yamadera (VF : Emmanuel Jacomy) : Osanai Morio
- Akio Ōtsuka (VF : Pierre Dourlens) : Détective Konakawa Toshimi
- Hideyuki Tanaka : Guy
- Satomi Kōrogi : Une poupée
- Daisuke Sakaguchi : Himuro Kei
- Mitsuo Iwata : Tsumura Yasushi
- Rikako Aikawa : Kakimoto Nobue
- Shinichirō Ōta (VF :Pierre-François Pistorio): Le reporter
- Satoshi Kon : Jin-nai
- Yasutaka Tsutsui : Kuga

## Production
La production de Paprika, qui avait été mise en péril en raison de la difficulté à récupérer les fonds d'investissement des deux films précédents au départ, a été réalisée car le nom de Kon était déjà un peu connu dans l'industrie cinématographique à cette époque,.
Après avoir achevé son premier film, Perfect Blue, Kon avait prévu de réaliser Paprika comme son prochain film avec le producteur de la société qui avait financé le film, mais le projet a été mis en attente lorsque Rex Entertainment, la société qui avait financé le film, a fait faillite.
Cependant, l'idée du film était dans l'esprit de Kon dès 1998, et la raison pour laquelle il a essayé de dépeindre l'ambiguïté et la fluctuation de « l'illusion et la réalité » et de « la mémoire et la réalité » dans Perfect Blue et Millennium Actress était en fait parce qu'il voulait pratiquer quelque chose comme le roman Paprika sur le film,,.
Kon n'a pas changé la base de Paprika comme il l'a fait pour Perfect Blue, mais il a modifié une partie du contenu du roman pour l'adapter au film. Il y avait deux raisons à cela : le roman était trop volumineux pour tenir dans un seul film, et plus de dix ans s'étaient déjà écoulés depuis la publication du roman, de sorte que de nombreux créateurs avaient déjà créé des œuvres inspirées de Paprika,.
Kon a décidé de ramener d'abord l'œuvre originale à sa forme simple, puis d'y incorporer des idées du roman original et d'autres œuvres de Tsutsui. Il pensait que le charme de l'œuvre originale réside dans la scène de rêve, mais que cela n'est possible qu'avec des explications complémentaires dans le texte, et il pensait que le film devait s'exprimer d'une manière que seules les images visuelles peuvent,.
Contrairement à son précédent film, Tokyo Godfathers, Kon a fait appel à des acteurs vocaux connus et parfaitement adaptés à l'image des personnages afin de donner au film une image globale plus colorée et de consacrer plus de temps à la description des scènes de rêve sans passer trop de temps à présenter les personnages.
Le budget était d'environ 300 millions de yens, et la production a duré environ deux ans et demi, de la planification à la réalisation.
En 2007, le film avait rapporté 882 267 dollars (101,4 millions de yens au taux de l'époque) aux États-Unis et 62 648 dollars à Singapour, en Italie et en Corée du Sud, ce qui portait le total des recettes à l'étranger, hors Japon, à 944 915 dollars à cette date.
À l'époque, il s'agissait du 12e anime cinématographique japonais à gagner plus de 100 millions de yens au box-office américain, la première fois en deux ans depuis Howl's Moving Castle en 2005, et les deux seuls animes cinématographiques pour adultes classés R, qui étaient le film et Cowboy Bebop, le film sorti en 2003.

## Thème
Dans le film, comme dans ses autres œuvres, Kon a utilisé le motif de « fiction et réalité » pour représenter avec une réalité unique un monde dans lequel rêves et réalité, qui avaient été parfaitement connectés, sont violemment échangés, et la frontière entre réalité et fiction devient floue,.
Pour Kon, « fiction » et « réalité » ne sont pas des concepts opposés ; ils sont tous deux homogènes dans le sens où ils sont tous deux des choses « peintes ». Kon trace rarement le paysage réel lorsqu'il peint, dessinant des images abstraites plutôt que réalistes pour lui donner l'impression d'être « réel ». En d'autres termes, la distinction entre réalité et fiction n'existe essentiellement pas dans l'expression des images, car ce ne sont que des « images » ou des « animations » pour Kon, même si le public a l'impression qu'elles sont réelles. La relation entre « fiction et réalité » dans l'œuvre de Kon est qu'il nous fait d'abord penser que l'image qui ressemble à la réalité est « réelle », puis il renverse la table et dit : « En fait, c'est une image (fiction) », mettant ainsi la réalité et la fiction dans la même position. Cette astuce vient appuyer le travail de Kon.
Cependant, ce qui différencie ce film des autres œuvres de Kon, c'est la relation plus profonde entre « rêve » et « réalité », où le « rêve » et la « réalité » sont chacun transformés par l'existence de l'autre.
Dans ce film, le « rêve » est représenté comme une « réalité déformée qui reflète les désirs inconscients de la personne dans le rêve », et l'astuce consiste à transformer la « réalité » en « rêve » en ajoutant des distorsions à l'image, et le « rêve » en «réalité » en corrigeant les distorsions.
Dans cette œuvre, la dualité, les multiples facettes, le contraste et l'équilibre entre eux sont les thèmes centraux de Kon, et il les inclut intentionnellement dès le début.
La relation entre Atsuko et Paprika est une relation de symétrie et de dualité au sein d'une même personne, et la caractérisation et le placement des autres personnages suivent la même idée.
Le défilé de « cauchemars » inanimés dépeints dans le film est entièrement l'idée de Kon, introuvable dans le roman. En raison des contraintes de temps du film, il était difficile de représenter les différents rêves de différentes manières comme dans le roman original. Kon s'est donc concentré sur des images de rêve qui seraient immédiatement reconnaissables comme des cauchemars lorsqu'elles apparaîtraient, et qui symboliseraient l'ensemble du film,
La scène du défilé, dit Kon, a été créée avec Susumu Hirasawa, qui a produit la musique.

## Réception critique
Le film reçoit un accueil critique très favorable en Europe et dans les pays anglo-saxons. En France, le site AlloCiné confère au film une moyenne de 3,9 sur une échelle de 5, fondée sur 22 titres de presse. Aux États-Unis, l'accueil est également très favorable : le site agrégateur de critiques Metacritic lui confère une moyenne de 81 sur 100, fondée sur 26 critiques parues dans la presse, toutes positives. Le site Rotten Tomatoes, autre agrégateur de critiques américain, lui confère une moyenne de 84 % fondée sur 85 critiques, dont 14 négatives.

## Récompenses et nomination
Au Japon, Paprika remporte le prix du Meilleur long-métrage d'animation sorti au cinéma lors du Tokyo International Anime Fair en 2007.
Au Canada, le film remporte le prix du public lors du Festival du nouveau cinéma (FNC) à Montréal, en 2006. Au Portugal, en 2007, le film reçoit le prix de la critique (Prêmio da Crítica) lors du festival de cinéma fantastique Fantasporto à Porto. Aux États-Unis, le film remporte le prix du Meilleur film au Festival du film de Newport Beach en 2007, et le prix Chlotrudis remise par la Chlotrudis Society for Independent Film, dans le Massachusetts, en 2008. En Italie, le film fait partie des candidats en compétition pour le Lion d'or à la Mostra de Venise en 2006, mais n'obtient pas le prix.

## Autour du film
- Dans le Radio Club, il y a deux barmen. C'est Satoshi Kon (le réalisateur du film) qui fait la voix du grand mince au cheveux bouclés et c'est Yasutaka Tsutsui (l'auteur du livre Paprika) qui fait la voix du petit gros avec la petite moustache. À noter que les deux barmen ont certains traits qui ressemblent à leurs interprètes.
- Dans la scène du train, lorsque le rêve se déchire la bande son est le générique de Paranoia Agent.
- À la fin du film, Paprika recommande au policier Konakawa d'aller voir le film Les Enfants qui rêvent. Lorsque Konakawa se rend au guichet, on peut remarquer les affiches en présentation des trois films précédents de Satoshi Kon, soit Perfect Blue, Millennium Actress et Tokyo Godfathers.

## Postérité
Selon le site de critique Excessif, Christopher Nolan cite Paprika comme l'une de ses influences principales pour le scénario de son film Inception, sorti en 2010. Outre le thème commun de l'intrigue, plusieurs similarités dans le scénario ainsi que certaines scènes (notamment celles de l'ascenseur, du couloir et du miroir brisé) ont été remarquées par les critiques à la sortie du film,.